# Michel Duchaussoy

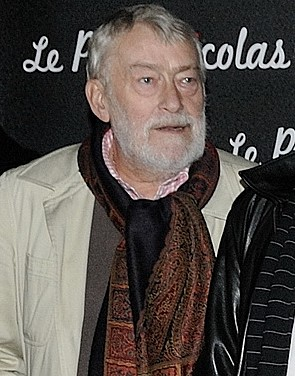
Michel Duchaussoy (2009)

Michel Duchaussoy (* 29. November 1938 in Valenciennes; † 13. März 2012 in Paris) war ein französischer Schauspieler.

## Karriere
Ab 1964 war er Mitglied der Comédie-Française, die er 1984 verließ. Im Kino wurde er durch den Film Mordgeschichten von Alain Jessua bekannt. Claude Chabrol besetzte Michel Duchaussoy von 1969 bis 1973 in seinen Filmen Das Biest muss sterben (Hauptrolle als Charles Thénier, der den Fahrerflüchtigen Jean Yanne jagt), Die untreue Frau, Vor Einbruch der Nacht, Der Riß und Nada sowie 2004 für Die Brautjungfer. Für Louis Malles Komödie im Mai wurde Michel Duchaussoy 1990 für den César nominiert. Außerdem agierte er in zahlreichen Fernsehrollen.
Zu seiner Theaterarbeit zählt unter anderem Patrice Chéreaus Inszenierung von Phèdre neben Dominique Blanc, für die er 2003 den französischen Theaterpreis Molière als bester Nebendarsteller gewann.

## Filmografie
- 1969: Das Biest muß sterben (Que la bête meure)
- 1969: Die untreue Frau (La femme infidèle)
- 1970: Der Riß (La Rupture)
- 1973: Der Schocker (Traitement de choc)
- 1974: Nada
- 1974: Der große Blonde kehrt zurück (Le retour du grand blond)
- 1984: Fort Saganne
- 1988: Bernadette – Das Wunder von Lourdes
- 1989: Das Leben und nichts anderes (La vie et rien d'autre)
- 1990: Eine Komödie im Mai (Milou en mai)
- 1991: Blaue Hefte (Les Cahiers bleus) (TV-Film)
- 1992: Die Abenteuer des jungen Indiana Jones (The Young Indiana Jones Chronicles, Fernsehserie, 1 Folge)
- 2000: Die Witwe von Saint-Pierre (La Veuve de Saint-Pierre)
- 2000: Les Misérables – Gefangene des Schicksals
- 2002: Der Stellvertreter (Amen.)
- 2004: Intime Fremde (Confidences trop intimes)
- 2004: Die Brautjungfer (La demoiselle d’honneur)
- 2008: Public Enemy No. 1 – Mordinstinkt (L’instinct de mort)
- 2008: Public Enemy No. 1 – Todestrieb (L’ennemi public n° 1)
- 2009: Ruhelos (Persécution)
- 2009: Der kleine Nick (Le petit Nicolas)
- 2009: Braquo (Fernsehserie, 2 Folgen)
- 2010: Vergissmichnicht (L’âge de raison)
- 2010: Sarahs Schlüssel (Elle s’appelait Sarah)
- 2012: Asterix & Obelix – Im Auftrag ihrer Majestät (Astérix et Obélix : Au service de sa Majesté)
- 2012: Dein Wille geschehe (Ainsi soient-ils, Fernsehserie, 8 Folgen)